# 夏垫镇
夏垫镇，是中华人民共和国河北省廊坊市大厂回族自治县下辖的一个镇。

## 行政区划
夏垫镇下辖以下地区：
祁屯村、夏垫村、兴隆庄村、东庄村、北太平庄村、大棋盘村、小棋盘村、小定府村、永太辛庄村、北王庄村、潘各庄村、北贾各庄村、二里半村、北坞一村、北坞二村、北坞三村、北坞四村、东小屯村、马坊村、南寺头村、陈辛庄村、土营村、南王庄村、褚各庄村、韩家府村、苇子庄村、赵沟子村、芮屯村、毛厂村和王果子村。

## 交通
- 京哈铁路：大厂县站
- 北京公交跨省线路816、817、930路在102国道夏垫段设站